# Rómulo Vago
Rómulo Remo Vago Rabuffetti (Montevideo, Uruguay, 2 de marzo de 1914 - Montevideo, Uruguay, 12 de setiembre de 1992), fue un magistrado uruguayo, miembro de la Suprema Corte de Justicia de su país entre 1972 y 1978 (denominada únicamente Corte de Justicia desde 1977).

## Primeros años
Nació en Montevideo el 2 de marzo de 1914, hijo de Mario Vago, italiano, y de Juana Rabuffetti, uruguaya.
En su juventud fue funcionario (catalogador y encargado de revistas) de la Facultad de Derecho de la Universidad de la República entre 1940 y 1943, al tiempo que cursó estudios en la misma hasta graduarse como abogado.

## Secretario de la Suprema Corte de Justicia
En mayo de 1949 fue nombrado Secretario de la Suprema Corte de Justicia, cargo que ocupó durante cinco años.

## Juez Letrado en Montevideo
En junio de 1954 fue designado Juez Letrado Nacional de Hacienda y de lo Contencioso Administrativo de Tercer Turno, donde permaneció más de siete años.

## Tribunal de Apelaciones
En marzo de 1962 ascendió al puesto de ministro del Tribunal de Apelaciones en lo Civil de Segundo Turno, el que integró durante una década entera.

## Suprema Corte de Justicia
A fines de febrero de 1972 se produjeron dos vacantes en la Suprema Corte de Justicia por los ceses de los ministros Hamlet Reyes y Emilio Siemens Amaro. Al cumplirse los 90 días de las mismas sin que la Asamblea General hubiese designado a sus reemplazantes, operó el nuevo mecanismo de integración de las mismas previsto por el artículo 236 de la nueva Constitución, que establecía que en tal caso quedaría automáticamente designado el miembro más antiguo de los Tribunales de Apelaciones. Quien poseía dicha calidad era Vago, seguido por Álvaro Méndez Modernell, por lo que ambos prestaron juramento ante la Asamblea General como nuevos miembros de la Suprema Corte el 30 de mayo de 1972.
Vago ocupó la Presidencia de la Corte, consecutivamente, durante los años 1973, 1974 y 1975.

## Corte de Justicia
Tras el inicio de la dictadura cívico militar de 1973, se registró un paulatino cercenamiento de la autonomía e independencia del Poder Judicial uruguayo. Con la asunción de la Presidencia de la República por Aparicio Méndez, en 1976, dicho proceso se aceleró. Inmediatamente se creó el Ministerio de Justicia, mediante el artículo 2° del Decreto Constitucional (o Acto Institucional) número 3 de 1° de setiembre de 1976. Menos de un año después, el 1° de julio de 1977, se dictó el Decreto Constitucional-Acto Institucional número 8, por el que se modificaron las normas constitucionales referentes al Poder Judicial, dejando de tener carácter de tal y pasando a denominarse Administración de Justicia y a depender administrativamente del Poder Ejecutivo. La Suprema Corte de Justicia pasó a llamarse únicamente Corte de Justicia, a secas, y perdió la mayor parte de sus competencias como jerarca administrativo del sistema judicial, por ejemplo, las referidas a designaciones y traslados de jueces, en las que pasó a tener solo la potestad de iniciativa y cuya resolución final quedó en manos del Poder Ejecutivo.
El Poder Judicial y la Suprema Corte de Justicia solo recuperarían dichas denominaciones con el Acto Institucional N° 12 en 1981, y solo recobrarían la plenitud de sus funciones constitucionales con el restablecimiento de la democracia en 1985.

## Retiro. Fallecimiento
Pese a que el DC-AI N° 8 establecía una duración de cinco años para los cargos de miembro de la Corte de Justicia, a quienes ya la integraban se les permitió permanecer hasta el límite de diez años vigente al momento de su ingreso. 
De acuerdo a ello, Vago podía continuar en la Corte hasta 1982. Sin embargo, optó por retirarse de la misma en agosto de 1978.
Con su retiro, permaneció integrando la Corte solamente uno -Carlos Dubra- de los magistrados ingresados a la misma con anterioridad al quiebre institucional de 1973. 
La vacante generada por la renuncia de Vago y la producida poco después por el fallecimiento de Francisco José Marcora fueron cubiertas por el Consejo de la Nación en octubre del mismo año 1978 con las designaciones de Enrique Frigerio y Ramiro López Rivas. 
Rómulo Vago falleció en Montevideo el 12 de setiembre de 1992, a los 78 años de edad.